# 国土審議会
国土審議会（こくどしんぎかい）は、日本の国土交通省の審議会等の一つ。国土交通省設置法第6条に基づき設置された諮問機関である。

## 概要
2001年1月6日の国土交通省創設と同時に設置された。旧国土庁に設置されていた土地政策審議会、土地鑑定委員会（一部）の機能を引き継いでいる。
所掌事務は次に掲げる事務をつかさどる。
1. 国土交通大臣の諮問に応じて国土の利用、開発及び保全に関する総合的かつ基本的な政策について調査審議すること。
2. 国土形成計画法、国土利用計画法、首都圏整備法、首都圏近郊緑地保全法、近畿圏整備法、近畿圏の近郊整備区域及び都市開発区域の整備及び開発に関する法律、近畿圏の保全区域の整備に関する法律、中部圏開発整備法、中部圏の都市整備区域、都市開発区域及び保全区域の整備等に関する法律、北海道開発法、土地基本法、地価公示法、国土調査法、国土調査促進特別措置法、水資源開発促進法、離島振興法、低開発地域工業開発促進法及び豪雪地帯対策特別措置法の規定によりその権限に属させられた事項を処理すること。